# Стоянович, Михаило
Михаило «Пулё» Стоянович (серб. Михаило "Пуљо" Стојановић; 1918, Лужац — 1942, Колашин) — югославский черногорский крестьянин, партизан Народно-освободительной войны Югославии, Народный герой Югославии.

## Биография
Родился в 1918 году в деревне Лужац в бедной крестьянской семье Максима Стояновича. Окончил начальную школу, занимался земледелием. В возрасте 17 лет вступил в Союз коммунистической молодёжи Югославии, как его член участвовал в различных демонстрациях (в 1938 году в Беране и в 1940 году в Заграде). В 1938 году принят в КПЮ. Арестовывался неоднократно полицией.
После капитуляции Югославии в Апрельской войне по распоряжению КПЮ Стоянович был назначен военным инструктором и занялся обучением молодёжи военному делу. Выполняла различные задания по подготовке к восстанию. Нёс службу в Лужацком партизанском отряде, сражался в первых рядах против оккупантов. Во время итальянского карательного рейда сумел эвакуировать гражданское население Лужаца и спасти их от расправы, а в момент паники в рядах партизан лично из пулемёта уничтожил несколько карателей и заставил подопечных пойти вперёд.
В июле 1941 года Стоянович участвовал в боях за Беране и последующей обороне освобождённых территорий. Выполнял различные задания — диверсии, расклейки листовок, разоружение солдат противника. 1 декабря 1941 Михаило совершил подвиг в битве за Плевлю: во время штурма города он, будучи пулемётчиком во взводе, прорвался первым в город и обстрелял здание школы, где укрывались итальянцы. Во время отступления он продолжил отстреливаться. Когда пулемёт заело, Михаило закидал гранатами итальянцев и заставил их прекратить преследование партизан.
Зима 1941/1942 годов выдалась в Сербии очень холодной: очень многие партизаны попадали в госпиталь с отморожением ног. В их числе был и Стоянович: в Трешнево, в Андриевицком уезде его схватили в плен четники и отвели в тюрьму. Колачи (четники, которые приводили в исполнение смертный приговор осуждённым) долгое время пытали Михаило и требовали от него немедленно отказаться от поддержки партизан, обещая сохранить жизнь и принять в свои ряды. Тот отказался, заявив:

Живой ли, мёртвый ли, я — коммунист, поэтому можете меня убить.
Оригинальный текст (серб.)Било жив било мртав, ја сам комунист, и ви ме само таквог можете убити

В 1942 году близ Колашина Стоянович был расстрелян четниками.
27 ноября 1953 Михаило Стоянович был посмертно награждён Орденом и званием Народного героя Югославии. О нём позднее писатель Михайло Лалич написал рассказ «Пулемётчик Пулё» (серб. Митраљезац Пуљо).